# Chiềng Ve
Chiềng Ve là một xã thuộc huyện Mai Sơn, tỉnh Sơn La, Việt Nam.
Xã Chiềng Ve có diện tích 36,88 km², dân số năm 1999 là 1951 người, mật độ dân số đạt 53 người/km².